# Maciej Gdula

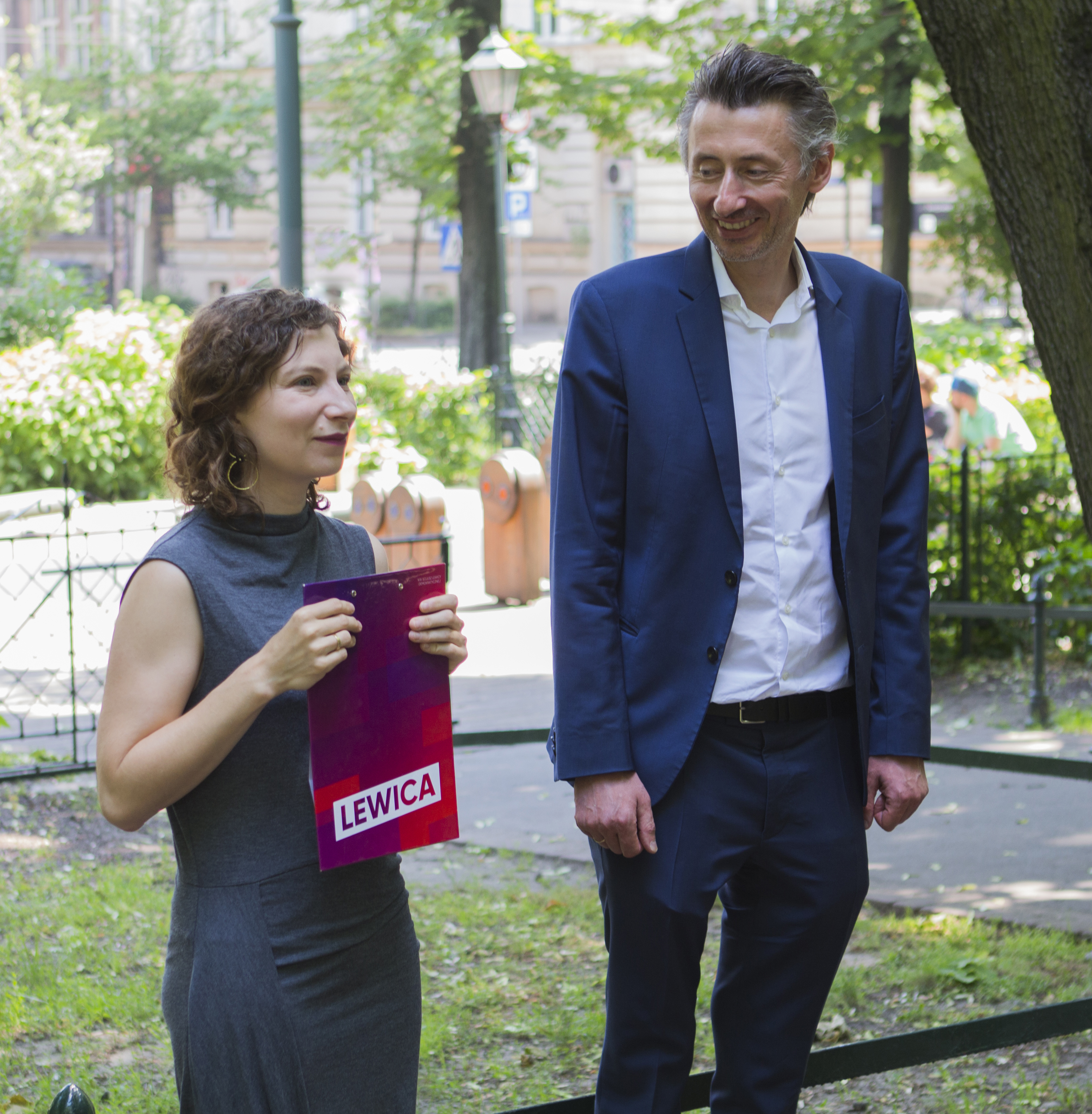
Posłowie Daria Gosek-Popiołek i Maciej Gdula na konferencji prasowej w Krakowie (2021)

Maciej Roman Gdula (ur. 20 maja 1977 w Żywcu) – polski socjolog, polityk i publicysta, doktor habilitowany nauk społecznych, nauczyciel akademicki Uniwersytetu Warszawskiego, poseł na Sejm IX kadencji, wiceminister nauki w rządzie Donalda Tuska (2023–2025).

## Życiorys
Jest synem Andrzeja Gduli i praprawnukiem Antoniego Korygi.
W 2001 ukończył studia z socjologii na Uniwersytecie Warszawskim. W 2006 na Wydziale Filozofii i Socjologii UW, na podstawie napisanej pod kierunkiem Aleksandry Jasińskiej-Kani rozprawy pt. Utopia, kontrakt i natura. Dyskursy o miłości w kulturze eksperckiej, uzyskał stopień naukowy doktora w dziedzinie nauk humanistycznych w dyscyplinie socjologii i specjalności socjologia wiedzy. Tam też w 2016 na podstawie dorobku naukowego oraz monografii pt. Uspołecznienie i kompozycja. Dwie tradycje myśli społecznej a współczesne teorie krytyczne otrzymał stopień doktora habilitowanego nauk społecznych w zakresie socjologii. Został adiunktem w Instytucie Socjologii Uniwersytetu Warszawskiego. Jako socjolog specjalizuje się w teorii społecznej i teorii polityki.
Jest publicystą „Krytyki Politycznej” oraz członkiem Stowarzyszenia im. Stanisława Brzozowskiego, w latach 2005–2010 wchodził w skład jego zarządu, a od 2010 do 2015 zasiadał w komisji rewizyjnej. Komentator w Poranku radia Tok FM.
W 2017 był koordynatorem głośnego badania terenowego w jednym z miast powiatowych na Mazowszu. Opublikowany raport pod nazwą Dobra zmiana w Miastku. Neoautorytaryzm w polskiej polityce z perspektywy małego miasta przez niektórych socjologów został uznany za pierwszą miarodajną diagnozę przyczyn zwycięstwa Prawa i Sprawiedliwości w wyborach parlamentarnych w 2015.
W 2019 został ekspertem partii Wiosna i liderem jej listy do Parlamentu Europejskiego w okręgu nr 10, obejmującym województwa małopolskie i świętokrzyskie. Nie uzyskał wówczas mandatu (głosowały na niego 38 534 osoby).
W wyborach parlamentarnych w 2019 wystartował do Sejmu z listy SLD w okręgu krakowskim (z rekomendacji Wiosny, w ramach porozumienia Lewica), uzyskując mandat posła na Sejm IX kadencji (otrzymał 35 279 głosów). W Sejmie został członkiem Komisji Spraw Zagranicznych oraz Komisji do Spraw Służb Specjalnych. W czerwcu 2021, po rozwiązaniu Wiosny, został członkiem Nowej Lewicy. W wyborach w 2023 nie uzyskał poselskiej reelekcji.
W grudniu 2023 został powołany na stanowisko podsekretarza stanu w Ministerstwie Edukacji i Nauki, a w styczniu 2024 objął tożsame stanowisko w wydzielonym Ministerstwie Nauki i Szkolnictwa Wyższego. W kwietniu tego samego roku kandydował do Sejmiku Województwa Małopolskiego z listy KKW Lewica, otrzymując 3954 głosy i nie uzyskując mandatu radnego sejmiku. W styczniu 2025 zakończył pełnienie funkcji wiceministra. W czerwcu tego samego roku zrezygnował z członkostwa w Nowej Lewicy.

## Życie prywatne
Jest żonaty z lekarką Agnieszką Pomianowską, mają dwie córki.

## Wyniki wyborcze
| Wybory | Komitet wyborczy | Komitet wyborczy             | Organ                                         | Okręg | Wynik          |
| ------ | ---------------- | ---------------------------- | --------------------------------------------- | ----- | -------------- |
| 2019   |                  | Wiosna Roberta Biedronia     | Parlament Europejski IX kadencji              | nr 10 | 38 534 (2,21%) |
| 2019   |                  | Sojusz Lewicy Demokratycznej | Sejm IX kadencji                              | nr 13 | 35 279 (5,43%) |
| 2023   |                  | Nowa Lewica                  | Sejm X kadencji                               | nr 13 | 16 308 (2,15%) |
| 2024   |                  | KKW Lewica                   | Sejmik Województwa Małopolskiego VII kadencji | nr 3  | 3954 (1,34%)   |

## Publikacje
- Trzy dyskursy miłosne (2009)
- Style życia i porządek klasowy w Polsce (red. nauk. wspólnie z Przemysławem Sadurą, 2012)
- Oprogramowanie rzeczywistości społecznej (red. wspólnie z Lechem Nijakowskim, 2014)
- Dobra zmiana w Miastku. Neoautorytaryzm w polskiej polityce z perspektywy małego miasta (wspólnie z Katarzyną Dębską i Kamilem Trepką, 2017)
- Nowy autorytaryzm (2018)